# خوشه ژن

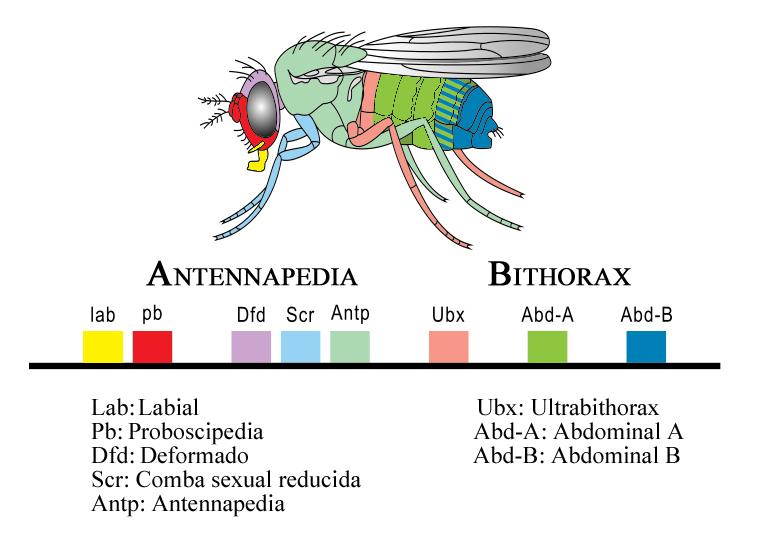
ژن‌های Hox

خوشهٔ ژن یک گروه از دو یا چند ژن می‌باشد که به رمزخوانی یک فرآوردهٔ ژنی یا چند فرآوردهٔ همانند می‌پردازد. اندازه خوشه‌های ژن می‌تواند از چند ژن تا چند صد ژن متغیر باشد. بخشی از دنباله دی‌ان‌ای هر ژن یک خوشه یکسان است. با این حال، پروتئین حاصل از هر ژن از پروتئین حاصل از ژن دیگری در خوشه متمایز است. ژن‌های یافت شده در یک خوشه ژن ممکن است در نزدیکی یکدیگر در همان کروموزوم یا روی کروموزوم‌های متفاوت اما همتا مشاهده شوند. ژن‌های Hox نمونه‌ای از یک خوشه ژن است که از هشت ژن تشکیل شده و جزئی از خانواده ژن Homeobox است.